# Helge Mortensen
Pour les articles homonymes, voir Mortensen.
Helge Mortensen, né le 9 mai 1941 à Odense (Danemark), est un homme politique danois membre des Sociaux-démocrates.

## Biographie
Il ne se représente pas à un huitième mandat de député lors des élections législatives de février 2005, pour lesquelles son fils Kim Mortensen est investi comme candidat social-démocrate dans sa circonscription.